# جمال الحافظ
هشام عبد الرحمن الحافظ لاعب كرة قدم سعودي ويلعب في خط الهجوم لعب سابقاً في نادي العمران.